# 이장희 (1985년)
이장희( 1985년 6월 24일 ~ )은 전 KBO 리그 야구 선수이다. 1군 경기는 없었다. 